# Tamnoserica lucidula
Tamnoserica lucidula är en skalbaggsart som beskrevs av Blanchard 1850. Tamnoserica lucidula ingår i släktet Tamnoserica och familjen Melolonthidae.
Artens utbredningsområde är Madagaskar. Inga underarter finns listade i Catalogue of Life.